# Czerniec (stacja kolejowa)
Czerniec (ros. Чернец) – węzłowa stacja kolejowa na granicy miejscowości Briańsk i Czerniec, w obwodzie briańskim, w Rosji. Węzeł linii Moskwa – Briańsk – Kijów z linią do Wiaźmy.